# Chauliops choprai
Chauliops choprai är en insektsart som beskrevs av Robert Sweet och Schaeffer 1985. Chauliops choprai ingår i släktet Chauliops och familjen Malcidae. Inga underarter finns listade i Catalogue of Life.